# Vi har en påve!
Vi har en påve! (originaltitel: Habemus Papam) är en italiensk film från 2011 i regi av Nanni Moretti. Originaltiteln Habemus Papam är ursprungligen den fras på latin som används för att meddela att en ny påve valts. Filmen premiärvisades i Italien i april 2011 och var nominerad till Guldpalmen vid Filmfestivalen i Cannes 2011.

## Handling
Påven har avlidit och kardinalerna samlas till konklav i Rom. Tidiga valsedlar slutar med svart rök eftersom ingen av de främsta kandidaterna har fått det antal procent av rösterna som krävs. Efter flera omgångar av röstning är kardinal Melville (Michel Piccoli) vald till påve. Vid tidpunkten för offentliggörandet, med de troende samlade på Petersplatsen får den nyvalde påven en panikattack och visar sig inte på balkongen.
Talesmannen för den Heliga Stolen kringgår frågor från pressen och nyfikenhet av omvärlden genom att rapportera att den nya påven kände behovet av att binda sig i bön och eftertanke innan han tillträdde, och genom att förklara att han kommer att göra sin officiella framträdande inom en några timmar. Det gör han dock inte.
I enlighet med lagarna i kyrkan, tills påven visar sig på balkongen, är ceremonin för valet inte över och ingen i konklaven kan ha kontakt med omvärlden.
Kardinalkollegiet är djupt oroat över krisen och depressionen som den nya påven verkar lida av, och kallar dit professor Brezzi som är psykoanalytiker. Kardinalerna reagerar på honom med viss misstänksamhet eftersom det visar sig att han är ateist men låter honom ändå undersöka den nya påven. Vatikanens talesman Marcin Rajski får alla att tro att påven är i djup bön på sitt rum, och så småningom hittas Melville och kardinalerna vill ge honom en ny chans att ge sitt godkännande. Men när Melville kommer ut på balkongen avböjer han sin nya tjänst, han hävdar "Jag är inte den ledare ni behöver" och återvänder in i Peterskyrkan.